# إي. ميرفين تايلور
إي. ميرفين تايلور (بالإنجليزية: Ernest Mervyn Taylor) هو نقاش ورسام نيوزلندي، ولد في 1906، وتوفي في 1964.